# Ralph H. Baer
Ralph Henry Baer (født Rudolf Heinrich Baer den 8. marts 1922, død 6. december 2014) var en tyskfødt amerikansk videospil-udvikler, opfinder, erhvervsmand og ingeniør, og han var kendt som "The Father of Video Games" som følge af hans mange bidrag til spilindustrien i den sidste halvdel af 1900-tallet.
Baer blev født i Tyskland og han flygtede med sin familie til USA inden 2. verdenskrig, hvor han skiftede navn og senere var soldat. Efterfølgende fulgte han en karriere inden for elektronik og i 1960'erne kom han på ideen med at spille spil på fjernsynsskærme. Han udviklede og patenterede adskillige hardware-prototyper, inklusive det, som blev den første spilkonsol; Magnavox Odyssey, og andre konsoller og spilenheder. I 2004 modtog han National Medal of Technology for "sin revolutionerende og banebrydende opfindelse, udvikling og kommercialisering af interaktive videospil, hvilket affødte relaterede anvendelser, programmer og mega-industrier inden for både underholdning og uddannelse".